# Aplysia californica
Espèce
Aplysia californica est une espèce de mollusques gastéropodes de la famille des Aplysiidae.

## Description
Ce mollusque mesure en moyenne 20 cm de long et pèse 1 kg. Sa couleur varie du brun rougeâtre au brun verdâtre, elle dépend surtout de son alimentation en algues.

## Répartition et habitat

Répartition dAplysia californica

Cette espèce vit sur la côte ouest de l'Amérique du Nord, elle est présente du nord de la Californie aux États-Unis au sud du golfe de Californie au Mexique.
Elle vit sur les côtes rocheuses, sa répartition en profondeur dépend de l'âge. Les juvéniles peuplent les eaux profondes (jusqu'à 18 m) et les adultes occupent les eaux superficielles ainsi que la zone de balancement des marées.

## Comportement
Ce mollusque a la particularité de sécréter une encre de couleur violette lorsqu'il se sent menacé. La couleur de cette encre provient de son alimentation en algues rouges.

## Alimentation
Il se nourrit d'algues rouges (Laurencia pacifica, Plocamium pacificum et Ceramium spp.), d'algues vertes (Ulva spp.) et de plantes marines (Zostera marina).

## Reproduction
Les individus sont hermaphrodites, ils possèdent à la fois des organes reproducteurs mâle et femelle. La reproduction a lieu au printemps ou en été.

## Espèce modèle
Cette espèce est utilisée comme modèle pour des études sur l'apprentissage et la mémoire en neurosciences et est associée au travail d’Eric Kandel, un lauréat du prix Nobel.
Grâce à son système nerveux simple constitué de seulement 20 000 grands neurones facilement identifiables, elle est largement utilisée dans l’étude de la plasticité synaptique. Aplysia californica est capable de plusieurs formes d’apprentissage dont la sensibilisation, l’habituation et le conditionnement classique et opérant. De nombreuses études mesurent le réflexe de défense involontaire des lièvres de mer Aplysia californica qui provoque la rétraction du siphon et des branchies lorsque l’animal est dérangé.
En 2018, des chercheurs de l’Université de Californie à Los Angeles ont montré que la sensibilisation, une forme d’apprentissage non associative, peut être transférée par ARN d’un individu à l’autre.